# Landschaftsschutzgebiet Wald- und Grünlandkomplex Mühlenberg

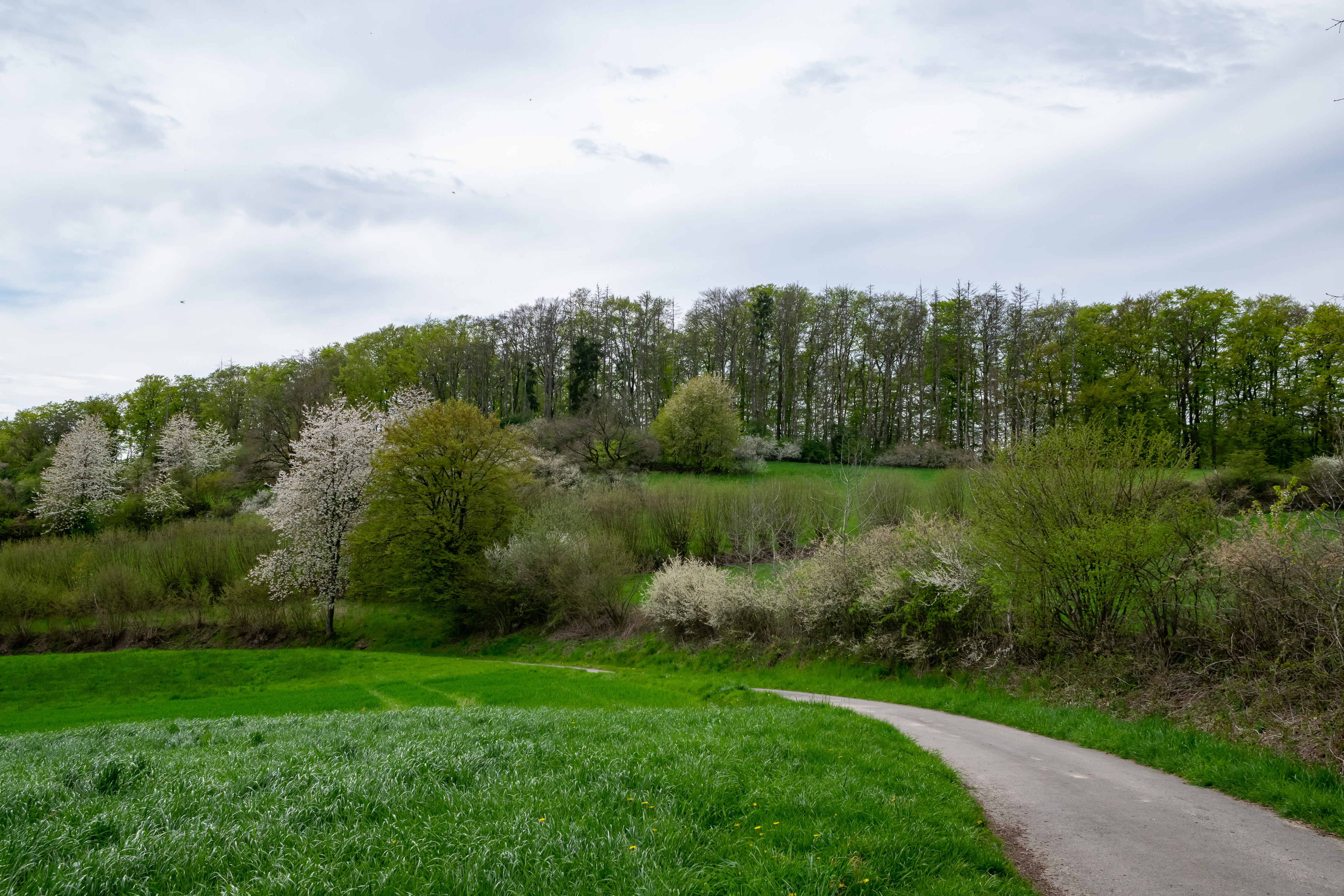
Landschaftsschutzgebiet Wald- und Grünlandkomplex Mühlenberg

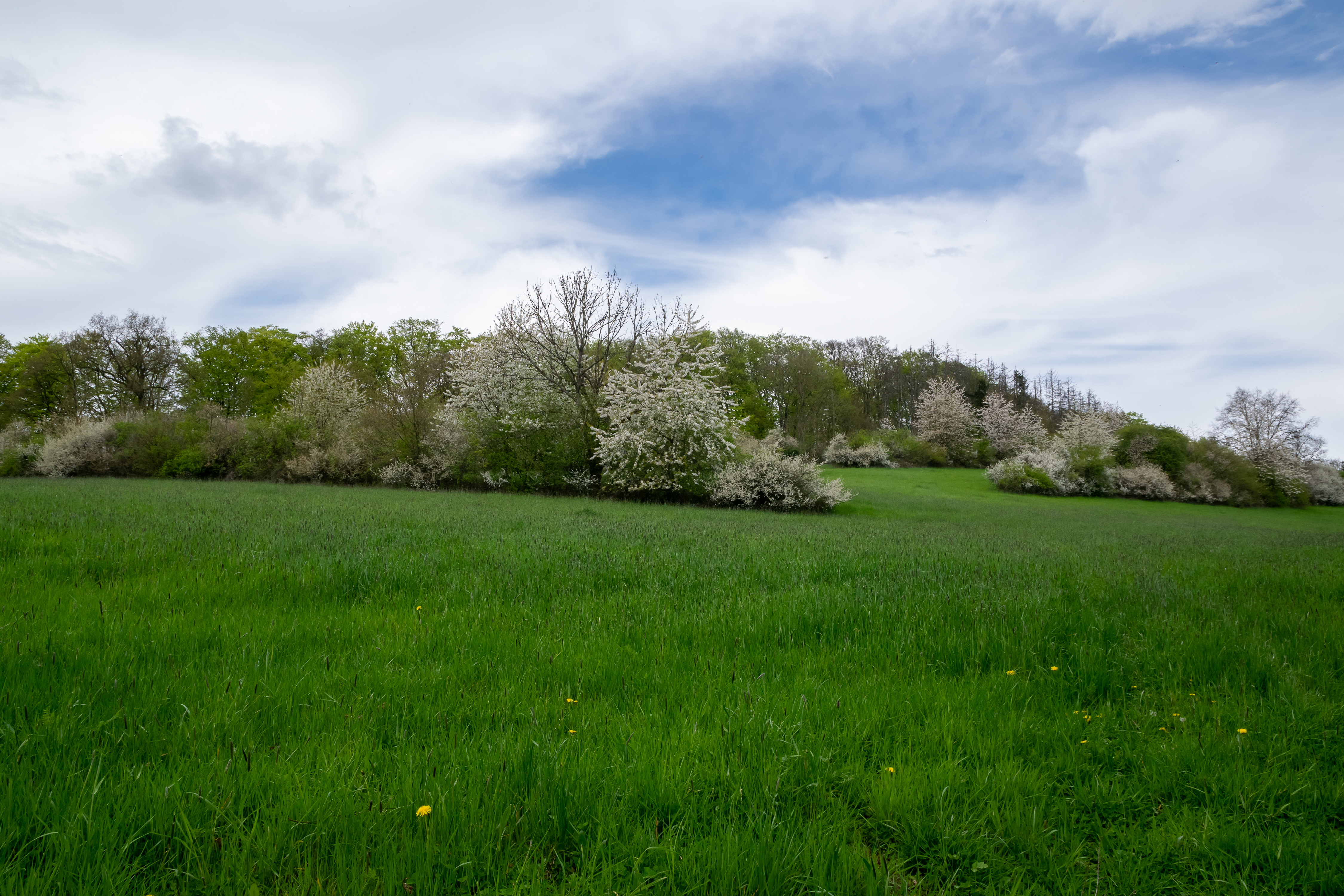
Blick auf Bergkuppe

Das Landschaftsschutzgebiet Wald- und Grünlandkomplex Mühlenberg mit 37,6 ha Flächengröße liegt östlich von Hillentrup im Stadtgebiet von Dörentrup. Es wurde 2006 mit dem Landschaftsplan Oberes Begatal durch den Kreistag des Kreises Lippe als Landschaftsschutzgebiet (LSG) ausgewiesen.

## Beschreibung
Das LSG grenzt direkt an die Bebauung von Hillentrup. Das LSG umfasst einen alten artenarmen Buchenwald, meist ohne Strauchschicht, auf einer Bergkuppe. Der Buchenwald ist durch Fällung vieler Altbäume, zum Zeitpunkt der LSG-Ausweisung 2007, stark aufgelichtet und mit viel Naturverjüngung. Der westliche Bergbereich und die überwiegend westlich exponierten Berghänge weisen ein ausgeprägtes Kleinrelief auf. Nahe der Bergkuppe liegen zwei ehemalige Mergelgruben. Am südlichen Waldrand steht ein gut ausgebildeter, mehrere Meter breiter Waldmantel mit Arten der Brombeer-Schlehengebüsche. Südöstlich des Buchenwaldes liegt ein kleinteiliges Mosaik aus Hecken und Offenland an. Das Offenland wird meist als Grünland genutzt. Der östliche Waldbereich im LSG umfasst die steileren Hanglagen und die flachgründigen Bergkuppen. Es gibt dort einen Waldmantel aus dichtem Schlehengebüschen. Ab und zu sind auch junge Fichtenaufforstungen dem Laubwald vorgelagert. Auch eine Strauchschicht ist meist nicht vorhanden, die selten vorhandene Krautschicht ist lückig und relativ artenarm, dominiert von Wald-Schwingel. Nach Westen und Süden verläuft der Wald am Hang eines Muldentals schmal ausgezogen weiter. Hier sind stellenweise auch alte Eichen dem Wald beigemischt. Ganz im Süden des Schutzgebietes entspringt ein nur zeitweise wasserführender Quellbach mit kleinflächigem bachbegleitenden Eschenwald. Nach Westen steht hier an der Böschung eine Hecke.

## Schutzzwecke für das LSG
Laut Landschaftsplan erfolgte die Ausweisung des LSG
- „zur Erhaltung und Wiederherstellung der Leistungsfähigkeit des Naturhaushaltes in ökologisch besonders wertvoll strukturierten Bereichen mit Wasser-, Klima- und Biotopschutzfunktionen,“
- „zur Erhaltung und Wiederherstellung von Quellbereichen und naturnahen Fließgewässern, Wald- und Grünlandbereichen unterschiedlicher Feuchtestufen, Feldgehölzen, Hecken und Obstwiesen,“
- „zur Erhaltung morphologisch ausgeprägter Bereiche zur Sicherung der landschaftlichen Eigenart und Vielfalt für die Erholung, “
- „zur Erhaltung wertvoller Biotopkomplexe aus Wald-Grünlandbereichen, Fließgewässern und Quellen sowie Biotopen nach § 62 LG mit wichtigen Refugial-, Puffer-, Trittstein- und Vernetzungsfunktionen,“
- „zur Erhaltung und Wiederherstellung wichtiger Rückzugsräume für die bedrohte Tier- und Pflanzenwelt,“
- „zur Sicherung von kulturhistorisch bedeutsamen Landschaften, z. B. Terrassenkulturlandschaften,“
- „zur Sicherung der das Orts- und Landschaftsbild gliedernden und belebenden und die dörflichen Siedlungsstrukturen prägenden Freiraumelemente.“[1]

## Rechtliche Vorschriften
Im Landschaftsschutzgebiet ist unter anderem das Errichten von Bauten und das Anlegen von Fischteichen verboten.